# Scutirodes
Scutirodes là một chi bướm đêm thuộc họ Erebidae.